# Vassar College
Vassar College é uma das mais antigas, tradicionais e renomadas instituições privadas mista de ensino e de artes, de alto nível dos Estados Unidos. É  situada em Poughkeepsie, cem quilômetros ao norte da cidade de Nova Iorque, Estados Unidos.
Fundado em 1861 por Matthew Vassar como faculdade exclusivamente para mulheres. Foi a primeira universidade laica para mulheres nos Estados Unidos.

## Histórico e Características
Em seus primeiros anos, Vassar era uma instituição voltada apenas para a educação de filhas de famílias WASP, a elite protestante branca dos Estados Unidos, mas há algumas décadas mescla estudantes oriundos de diversas minorias e tem cerca de 8% de alunos estrangeiros matriculados, ensinados por um corpo docente de 270 profissionais e diversas áreas.
Aceitou o primeiro grupo de homens em 1969 tornando-se mista, após declinar um convite para realizar uma fusão com a Universidade de Yale.

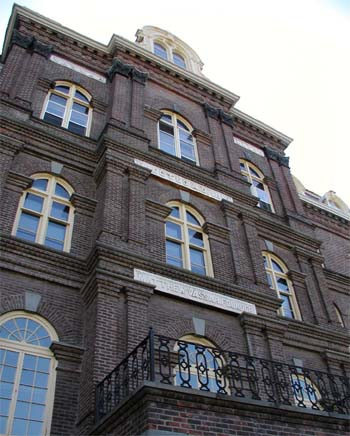
Fachada principal de Vassar.

Seu campus de 4 km² é marcado por edifícios modernos e por obras arquitetônicas do século XIX, onde moram a maioria de seus estudantes, cerca de 2.400, oriundos de escolas públicas e privadas. Sua renovada biblioteca é de alto padrão e conta com obras originais de Albert Einstein e Elizabeth Bishop (ex-aluna).
Dentro do campus de Vassar existe o museu chamado The Frances Lehman Loeb Art Gallery com mais de 15.000 artigos da arte.  A colecão contem artistas europeus como Calder, Brueghel, Doré, Picasso, Balthus, Bacon e Cézanne, e muitos artistas americanos.  A entrada é gratis.
A faculdade confere mais de 50 graduações em diferentes campos do estudo além de formar alunos em renomado curso de línguas que cobre o iídiche, o gaélico Irlandês, coreano, português e hindu. Seu diploma é especialmente cobiçado nas cadeiras de inglês, ciências políticas, psicologia e economia.
Entre ex-alunos famosos há: Jacqueline Bouvier Kennedy Onassis, a poeta Elizabeth Bishop e as atrizes Meryl Streep , Lisa Kudrow e o famoso chef de cozinha Anthony Bourdain.